# Fergus di Galloway
Fergus di Galloway (... – 1161) è stato Signore di Galloway.

## Le origini oscure
Fergus di Galloway acquisì una vera notorietà nelle cronache contemporanee nel 1136, le sue origini o quelle della sua famiglia restano ignote ed hanno dato adito a diverse ipotesi dalle più convincenti alle più fantasiose.
Una di queste vuole che Fergus discenda da una tribù di Vichingo-gaelici che sarebbero stati conosciuti come Clan Dubgaill in quanto derivanti da un certo Dubgall, un fatto aggiunge credibilità a quest'ipotesi, i discendenti di Somerled, un capo militare delle isole scozzesi vissuto nel 1100, presero il nome di MacDougall ed il nome MacDouall divenne estremamente comune nella zona di Galloway.
Un'altra teoria identifica Fergus con il Signore Vichingo-gaelici Gilli, proveniente dalle Ebridi Esterne, gli storici giunsero a questa conclusione partendo dal poema Romans'Fergus, un'opera in francese che tratta della figura di Re Artù, dove il padre dell'eroe, Fergus appunto, si chiama Somarile. Gli storici conclusero che Gilli e Fergus fossero la stessa persona.
Nell'ultimo secolo si è diffusa l'idea che Fergus fosse un amico d'infanzia di re Davide I di Scozia e che sia cresciuto con lui alla corte anglo-normanna di Enrico I d'Inghilterra, idea che si fonda sul suo matrimonio con una delle figlie del re, sui suoi ottimi rapporti con Davide e sul suo amore per la cultura anglo-normanna.
In realtà quest'ipotesi è piuttosto improbabile perché Fergus era quasi sicuramente nato e cresciuto in un ambiente gaelico.

## Le vicende della terra di Galloway
La tradizione popolare vuole che Galloway facesse parte del Regno di Strathclyd, ma il Regno di Alba, che successe al precedente si trova troppo a est rispetto alle terre di Galloway. Galloway si pone tradizionalmente a Sud-Ovest di Clyde (fiume) ed a Ovest del fiume Annan, fuori dal territorio scozzese propriamente detto. Sebbene fosse parte dunque della parte continentale più settentrionale della Britannia, Galloway era come buona parte del mare d'Irlanda compreso nel mondo "Iberno-norvegese" dei Signori Vichingo-gaelici, dell'Isola di Man, delle Ebridi e di Dublino.
Ad esempio il re di Dublino e Man, Echmarcach mac Ragnaill aveva il titolo di Re di Rhins of Galloway attribuitogli alla morte avvenuta nel 1065, la parte più occidentale di Galloway era strettamente legata ai Vichingo-gaelici, ai vichinghi e agli abitanti di Man come dimostrano i nomi degli insediamenti nati nel X e XI secolo lungo la parte Sud-Ovest della Scozia e Nord-Ovest dell'Inghilterra.
Nel tardo XI secolo re Magnus III di Norvegia condusse una campagna di sottomissione del mare d'Irlanda e del popolo che lo abitava, nel 1097 mandò uno dei suoi vassalli nell'Isola di Man per prendere possesso del suo dominio e di quello delle altre isole. Quando il suo ambasciatore fu ucciso Magnus stesso lanciò la prima campagna di conquista del 1098-1099, riuscì effettivamente a prendere l'Isola, la sua spedizione lo portò poi in Galles dove uccise i Conti di Chester e Shrewsbury che erano in guerra con il re Gwynedd. Quasi sicuramente riuscì anche a sottomettere Galloway e successivamente ottenne il riconoscimento delle proprie conquiste dal re Edgar di Scozia.
Nel 1102-1103 con una grossa flotta attaccò Dublino cercando la sottomissione di Muircertach mac Toirrdelbac re di Munster. Il risultato fu un'alleanza fra i due sovrani sancita dal matrimonio fra Sigurd I di Norvegia figlio di Magnus e con Bláthmin, figlia del re irlandese. Quest'unione mitigò la potenza, minacciosa, del re di Ailech portando stabilità nei nuovi domini irlandesi di Magnus, purtroppo il sovrano norvegese ebbe vita breve, fu ucciso durante una piccola incursione nell'Ulster mentre tornava a casa e molto del suo lavoro perì con lui.
La sua dipartita creò un vuoto di potere creò le condizioni adatte per la creazione di un regno di Galloway che Fergus creò e condusse. Secondo il poema Roman'Fergus, suo padre era soltanto un povero guerriero che si elevò con il matrimonio con una nobile, secondo altri era invece un self-made man che trovò moglie nella Casa di Man, Fergus consolidò quindi il potere e la posizione paterne partendo da quel che aveva lasciato re Magnus III di Norvegia.

## Alleanze matrimoniali
Si sa che Fergus si sposò due volte, ma i nomi delle sue spose non sono giunti fino a noi, si conoscono però quelli di tre suoi figli:
- Gille Brigte di Galloway (morto nel 1185), fu Signore di Galloway
- Uhtred di Galloway (1120 circa - 22 settembre 1174) governò Galloway insieme al fratellastro Gille e da lui discese Dervorguilla di Galloway
- Affraic

L'area di potere iniziale di Fergus era compresa fra i fiumi Dee e Cree, si ipotizza che egli abbia esteso la propria influenza verso ovest sposando una ricca quanto ignota ereditiera, quest'idea si basa sul fatto che alla morte di Fergus, il figlio Gille si prese l'ovest. Gille era il figlio maggiore, ma non era frutto di un'unione con una casa reale, motivo per cui venne considerato il minore. Secondo le usanze locali in questa veste non avrebbe dovuto avere niente dal padre, motivo per cui si pensa che fosse la madre a venire dalla parte occidentale del paese.
Come seconda moglie potrebbe aver preso una delle figlie illegittime di Enrico I d'Inghilterra, le due candidate sono Sibilla di Normandia, vedova di Alessandro I di Scozia ed Elisabetta FitzRoy, tuttavia non vi sono molte evidenze ne in un senso, ne nell'altro. Il senso di quest'eventuale matrimonio come il frutto della politica di Enrico I di espandersi verso nord e verso la zona del mare d'Irlanda in particolare. In quel periodo Fergus iniziò a farsi chiamare "Re di Galloway" ed è possibile che, nel caso fosse davvero il genero, si mantenesse fedele al sovrano inglese.
Come parte del proprio progetto di espandersi verso l'Isola di Man Fergus fece sposare la figlia Affraic al re dell'Isola Olaf I, Godredsson (morto nel 1153). Olaf era legato da un rapporto di pseudo-sottomissione ai re di Inghilterra e Scozia, il mare d'Irlanda stava diventando dominio anglo-normanno e Fergus evidentemente voleva ritagliarsi una propria posizione e consolidarla. Nel 1153 Olaf morì ed il potere passò nelle mani del nipote che, cresciuto a Dublino stava aspettando dietro le quinte.

## I rapporti con la Chiesa locale
In tutto questo Fergus fu il responsabile della ricostruzione del Vescovato di Whitorn, un'antica sede episcopale gaelica che era sorta al tempo dell'espansione del Regno di Northumbria sotto la giurisdizione dell'Arcivescovo di York. L'ultimo vescovo registrato era Beadwulf (morto dopo l'803) quindi è possibile che insieme alla perdita di potere del re di Northumbria sia calato di pari passo anche quello del Vescovato, rimarcato dall'invasione di York da parte dei danesi nell'867. Nei seguenti 250 anni l'area venne divisa in due parti, quella occidentale controllata dall'Isola di Man e quella più orientale da Durham e Glasgow.
Già nel 1125 Papa Onorio III stava cercando di riportare in vita l'antica sede episcopale, scrivendo al Vescovo di Whitorn in pectore, Gille Aldan, di apparire di fronte all'Arcivescovo di York, Thurstan.
L'Arcivescovado di York stava soffrendo sotto la crescente pressione di quello di Canterbury e la parte nord dell'Inghilterra contava solo due suffraganei, quello di Durham e quello dell'Isola di Man. Due erano troppo pochi, ce ne voleva un terzo perché questa parte del paese potesse avere una qualche voce in capitolo nelle elezioni, così il Vescovo di York e Fergus fecero un accordo. Re Davide I di Scozia non era affidabile, egli infatti era del tutto a favore di prelati inglesi o francesi non certo gaelici come Gille Aldan.
L'accordo assicurò che la chiesa non avrebbe mai intralciato l'indipendenza di Fergus sia nell'Isola che in Scozia, assicurando così un'identità al nascente regno del nord e delle Isole.

## I rapporti con Davide I e Malcolm IV
Quando nel 1135 re Enrico I d'Inghilterra morì i rapporti con gli inglesi si ruppero. Davide I di Scozia prese un ruolo di preminenza in Scozia e nell'Inghilterra settentrionale e questo portò un'altra questione, la difficoltà ad essere completamente indipendenti dal trono scozzese. È in questo momento che Fergus inizia ad apparire con frequenza nelle cronache del tempo. Nell'estate del 1136, Davide insieme ad altri nobili inglesi e scozzesi alla consacrazione del Vescovo nella cattedrale di Glasgow, anche Fergus era presente con il secondogenito a capo di una piccola comitiva di nobili del sud.
In quel giorno apparve chiaro come Davide potesse prevalere sul debole re Stefano I d'Inghilterra, che di lì a poco avrebbe dovuto affrontare l'Anarchia (storia inglese). Tuttavia il 22 agosto 1138 inglesi e scozzesi si affrontarono nella Battaglia dello Stendardo, gli inglesi vinsero con gran margine obbligando Davide a rinunciare alla Northumbria, non si sa se Fergus abbia o meno combattuto, ma il trattato di pace stipulato successivamente previde che uno dei suoi figli fosse dato in ostaggio.
Nel 1153 re Davide morì lasciando il trono al figlio dodicenne Malcolm IV di Scozia, all'inizio i rapporti con lui furono buoni, nel 1156 Fergus catturò Domnall mac Maíl Choluim che voleva usurpare il trono di Scozia.
Tuttavia col finire del decennio la loro relazione si tese, Malcolm divenne debole nella parte sud, forzato com'era da re Enrico II d'Inghilterra ad abbandonare Cumbria e Northumbria. È ragionevole credere che la caduta di Malcolm abbia dato a Fergus lo spazio per rivendicare maggiormente la propria indipendenza. Nel 1160 Malcolm condusse tre campagne contro Fergus, tutto nacque dal fatto che il re di Scozia (che in Inghilterra deteneva il titolo di conte di Huntingdon) fosse andato in Francia con Enrico II in questa veste, al suo ritorno si trovò assediato da diversi nobili nella città di Perth. Tuttavia la presenza di Fergus in quest'occasione è oggetto di dibattito.
Gli ultimi anni di Fergus furono contrassegnati dal malanimo fra i due figli, nel 1160 Fergus alla fine decise di ritirarsi e divenne un monaco a Holyrood Abbey e morendo l'anno seguente.